# Strate École de design
Strate École de design est une école de design industriel française et un établissement d’enseignement supérieur technique privé spécialisé dans l'enseignement des métiers du design industriel et du design prototypage, situé à Sèvres (Hauts-de-Seine) et à Lyon,,,. Strate École de design est membre du regroupement d’équipes de recherche Institut Carnot TSN aux côtés d'écoles d'ingénieurs publiques telles que Télécom Paris, l'IMT Atlantique ou l'ENSTA.

## Présentation
Strate École de design délivre un diplôme de designer visé par le ministère chargé de l'Enseignement supérieur, également inscrit au répertoire national des certifications professionnelles (RNCP) au niveau 7 (bac+5 et au-delà) et est habilitée à recevoir des étudiants boursiers d'État. L'établissement est détenu par Galileo Global Education, groupe qui détient de nombreux établissements d'enseignement supérieur privé en France et Europe.

## Historique
En 1999, Strate École de design est fondée sous la dénomination « Strate College ».
En 2010, l'établissement s'installe à Sèvres, dans les Hauts-de-Seine.
En 2015, l'établissement obtient la reconnaissance de l’État dans la publication du Bulletin Officiel de l'Enseignement Supérieur et de la Recherche du 7 décembre 2015. Cela habilite Strate École de design à accueillir des élèves boursiers pour ses formations de design et de design prototypage depuis la rentrée 2017. La même année, l'école lance ses formations à destination des professionnels et cadres en design thinking et en innovation par le design.
En 2019, un campus ouvre à Lyon dans le quartier de la Confluence,

## Formation
Les deux pôles principaux de formation sont le design et le design prototypage. Certains programmes d'enseignement sont des formations initiales de cycle long (bac+5) d'autres des mastères. 

### Cursus Design
Pour son cursus principal, Strate délivre un titre de « designer industriel » certifié par l'État au niveau 7 RNCP. Depuis 2023 l'établissement est autorisé à délivrer un diplôme de designer visé par le ministère chargé de l'Enseignement supérieur,,.

#### Déroulement de la formation
Les deux premières années du cursus "Design" sont composées d'enseignements fondamentaux tels que le dessin, la perspective ou le modelage, et d'initiation aux méthodes du design. Les élèves se spécialisent en 3e année en choisissant un champ d'application du design parmi les suivants : design produit, design mobilité, design d'identités, design d'espaces, design ux et interactions, design transitions, design territoires & maîtrise d'usages, design mobilités durables.
Strate a lancé deux nouvelles spécialisations accessibles à partir de la 4e année : design transitions et design territoires et maîtrise d'usages. La formation design transitions offre aux étudiants une belle opportunité à l'international puisqu'ils ont la possibilité d'aller étudier une année dans l'une des plus prestigieuses universités au monde : Tongji University. 
Un premier stage professionnel d'une durée de six mois donne aux élèves l'occasion au cours de la troisième année de mettre en pratique leurs connaissances. La quatrième année démarre avec un premier semestre conçu comme une période d'ouverture à l'international et au monde professionnel, au travers d'échanges avec des établissements partenaires, ou des stages en entreprises. Ces échanges sont facilités grâce à son appartenance à l'association internationale d'écoles d'art et de design CUMULUS et de la World Design Organisation. Ensuite, les étudiants réintègrent l'école pour une période de projets encadrés par les industriels partenaires,,.
Enfin, la cinquième année est dédiée à la préparation du diplôme. Les élèves rédigent d'abord un mémoire sur leur sujet d'étude, et formalisent leur projet dans un second temps. Ils présentent leur projet devant un jury de professionnels (designers intégrés, en agence, ou indépendants, responsables de bureaux d'étude, responsables marketing).
Après cette présentation, les étudiants doivent effectuer un stage diplômant en entreprise, en France ou à l'étranger.

### Cursus Design Prototypage
La formation de designer prototypiste est une formation post-bac qui en trois ans forme les étudiants aux métiers du prototypage par un enseignement du modelage traditionnel et numérique.

### Autres formations
Strate dispense plusieurs autres formations :
- une formation « Mastère Innovation et Design » sur la pratique des méthodologies et techniques du design ;
- des stages de perfectionnement et d'expression de 1 à 2 semaines ouvert à tous pendant les vacances scolaires.

## Relations extérieures

### Partenariats académiques
Depuis 2015, une formation "Mastère Embedded Lighting System" existe entre Strate, l'Institut d'optique Graduate School et l'ESTACA portant sur l’éclairage embarqué des automobiles. Associé à un programme de recherche partenariale, ce mastère constitue la chaire « Embedded Lighting System » soutenu par Renault et PSA, et les équipementiers Valeo et Automotive Lighting.
L'école a développé le projet collaboratif  CPi (Conception de produit innovant) avec l'École centrale Paris et l'ESSEC. S'appuyant sur le design thinking, ce programme fait travailler pendant 9 mois des équipes mixtes d'élèves des trois écoles sur des problèmes d'innovation soumis par les entreprises partenaires.

### Liens avec le monde de l'entreprise
L'établissement signe une trentaine de partenariats industriel par an, au sein desquels les étudiants de 4ème et 5ème année conçoivent et développent de solutions innovantes à des problématiques proposées par ces entreprises. L'établissement a de plus signé plusieurs accords-cadres avec des entreprises pour former des professionnels de celles-ci avec la branche Strate Executive Education et proposer des projets de recherche et d'innovation ou stages aux élèves :
- L'Oréal en mars 2016[21]

Certains élèves et diplômés se lancent dans l'entrepreneuriat et créent leur entreprise,.

### Liens avec la recherche
Strate est :
- membre fondateur de l’Institut Carnot « Télécom et Société numérique ».
- membre de l'Institut de recherche et d'innovation, créé par le philosophe Bernard Stiegler.
- membre fondateur de la revue Sciences du Design depuis 2013. Cette revue internationale de recherche en design, à comité de lecture par les pairs et en langue française. Elle est diffusée en ligne sur le portail Cairn et publiée par les Presses Universitaires de France.

## Classements académiques
Cette section est promotionnelle ou publicitaire (avril 2025). Considérez son contenu avec précaution et/ou discutez-en.
Le magazine l'Étudiant fait certaines années un classement des « écoles de design produit préférées des pros », il existe environ 77 écoles de design produit en France et Strate Ecole de design est régulièrement citée comme l'une des meilleures,,,.

En 2017 le site internet l'Étudiant note que Strate École de design se distingue par son dynamisme, en suivant les mutations du métier de designer. Mais aussi en créant des partenariats avec des établissements étrangers et en collaborant avec différents acteurs de la recherche.
| Classements français                                                                     | Classements français | Classements français | Classements français | Classements français | Classements français | Classements français | Classements français |
| ---------------------------------------------------------------------------------------- | -------------------- | -------------------- | -------------------- | -------------------- | -------------------- | -------------------- | -------------------- |
|                                                                                          | 2013                 | 2014                 | 2015                 | 2016                 | 2017                 | 2018                 | 2024                 |
| L'Étudiant (écoles de design produit préférées des pros)                                 | -                    | 5e                   | -                    | 2e                   | 3e                   | 3e                   |                      |
| Le Figaro (Les dix meilleures écoles de design et d’architecture intérieure françaises), |                      |                      |                      |                      |                      |                      | 7e                   |

L'établissement est notamment connu dans le domaine design automobile en raison de la majeure mobilité du cursus Design qui y existe depuis sa fondation en 1993. Le site internet Car Design News en cumulant les résultats successifs pour les années 2011 à 2015 des étudiants participants au concours Car Design Awards classe l'école en tête des meilleures écoles de design automobile dans le monde.
| Palmarès internationaux                                                  | Palmarès internationaux | Palmarès internationaux | Palmarès internationaux | Palmarès internationaux | Palmarès internationaux |
| ------------------------------------------------------------------------ | ----------------------- | ----------------------- | ----------------------- | ----------------------- | ----------------------- |
|                                                                          | 2013                    | 2014                    | 2015                    | 2016                    | 2017                    |
| Car Design News (Car Design Awards School League Table 2011-2015)        | 2e                      | 2e                      | 2e                      | -                       | -                       |
| Car Design News (Winning Index of schools, based on data from 2011-2015) | 5e                      | 5e                      | 5e                      | -                       | -                       |

## International
L'établissement s'installe à Bangalore en Inde en 2017 avec d'autres écoles du groupe Studialis.

## Localisation et accès
En 2010, l'établissement emménage dans un campus de 3 000 m2 à Sèvres. Le bâtiment principal en verre et acier est conçu pour être lumineux et économe en énergie, il compte une dizaine de salles de cours ainsi qu'un amphithéâtre de 160 places. Un bâtiment annexe sur le campus compte 44 chambres d'étudiants.

## Appartenance
En 2012, Strate est rachetée par le groupe d'écoles privées Studialis. Studialis alors lui-même détenu par le fonds néerlandais Bregal Capital de la famille Brenninkmeijer, fondatrice de la chaine de magasins C&A. En 2015, le groupe Studialis est vendu par Bregal Capital au fonds d'investissement Galileo Global Education.